# Wybrzeże Księcia Haralda
Wybrzeże Księcia Haralda (ang. Prince Harald Coast; norw. Prins Harald Kyst) – część wybrzeża Ziemi Królowej Maud w Antarktydzie Wschodniej, między Półwyspem Riiser-Larsena na Wybrzeżu Księżniczki Ragnhildy na zachodzie  a zatoką Lützow-Holm Bay i Wybrzeżem Księcia Olafa na wschodzie.
Na wybrzeżu znajduje się japońska stacja badawcza Syowa.

## Nazwa
Obszar został nazwany na cześć syna norweskiego następcy tronu Olafa V (1903–1991) – księcia Haralda (ur. 1937) . 

## Geografia
Część wybrzeża Ziemi Królowej Maud w Antarktydzie Wschodniej. Rozciąga się pomiędzy Półwyspem Riiser-Larsena na Wybrzeżu Księżniczki Ragnhildy na zachodzie (granica wzdłuż 34°E) a zatoką Lützow-Holm Bay i Wybrzeżem Księcia Olafa na wschodzie (granica wzdłuż 40°E). 

## Historia
Wybrzeże po raz pierwszy dostrzegli z powietrza 4 lutego 1937 roku Viggo Widerøe (1904–2002), Nils Romnaes i Ingrid Christensen (1891–1976) podczas norweskiej wyprawy zorganizowanej w latach 1936–1937 przez norweskiego potentata Larsa Christensena (1884–1965), syna Christena Christensena (1845–1923). Wyprawa nazwała wybrzeże na cześć syna norweskiego następcy tronu Olafa V (1903–1991) – księcia Haralda. Obszar ten w styczniu 1939 roku proklamowała dla siebie Norwegia.
W 1957 roku na Wybrzeżu Księcia Haralda na brzegu zatoki Lützow-Holm Bay stację badawczą wzniosła Japonia – Syowa.